# Kalle Anttila
Kalle Anttila (ur. 27 sierpnia 1887 w Muhos, zm. 1 stycznia 1975 w Helsinkach), fiński zapaśnik. Dwukrotny złoty medalista olimpijski.
Walczył w obu stylach i w obu został mistrzem olimpijskim. Pierwszy krążek wywalczył w Antwerpii w 1920 w stylu wolnym. Cztery lata później zdobył drugie złoto, tym razem w stylu klasycznym. W 1921 i 1922 zwyciężał w mistrzostwach świata (w stylu klasycznym). Wielokrotnie był mistrzem Finlandii. 

## Starty olimpijskie
Antwerpia 1920
- styl wolny do 67,5 kg - złoto

Paryż 1924
- styl klasyczny do 62 kg - złoto